# Московська районна в м. Харкові рада
Московська районна в м. Харкові рада — районна в м. Харкові рада, представницький орган, що здійснює функції та повноваження місцевого самоврядування, визначені Конституцією України і законами України, бере участь у місцевому самоврядуванні м. Харкова, створює свої виконавчі органи та обирає голову ради, який одночасно є і головою її виконавчого комітету, самостійно складає, розглядає, затверджує та виконує районний бюджет.
Не утворена (ліквідована) після закінчення терміну повноважень V (XXV) скликання 2010 року на підставі рішення чергової 38 сесії Харківської міської ради V скликання, що відбулася 25 листопада 2009 року.

## Депутати, склад депутатських фракцій і постійних комісій

### V (XXV) скликання
Список депутатів V скликання складає 76 осіб.
Створено шість постійніх комісій:
- з питань бюджету та фінансів;
- з питань депутатської діяльності, місцевого самоврядування, гласності, охорони прав, свобод та законних інтересів громадян;
- з питань економічного розвитку, промисловості, підприємництва та малого бізнесу;
- з питань житлово-комунального господарства, екології, транспорту та зв'язку;
- з питань освіти, культури, спорту та роботи з молоддю;
- з питань охорони здоров'я та соціального захисту.

Діє 5 фракцій:
- Партії Регіонів;
- Блоку Юлії Тимошенко;
- НУНС;
- політичної партії — Блоку Наталії Вітренко «Народна опозиція»;
- «Блок позапартійних за Харків».

## Голова ради
- Коновалов Леонід Станіславович, з квітня 2006 р.

## Виконавчий комітет й інші виконавчі органи

### Склад виконавчого комітету
- Коновалов Леонід Станіславович, голова районної ради;
- Остапенко Петро Максимович, заступник голови районної ради;
- Товкун Олег Миколайович, перший заступник голови районної ради з питань діяльності виконавчих органів ради;
- Акимов В'ячеслав Феліксович, заступник голови районної ради з питань діяльності виконавчих органів ради;

Бурим Зоя Пилипівна, заступник голови районної ради з питань діяльності виконавчих органів ради — начальник районного фінансового управління;
- Сидорчук Микола Федорович, заступник голови районної ради з питань діяльності виконавчих органів ради;
- Просняк Олена Борисівна, заступник голови районної ради з питань діяльності виконавчих органів ради — керуюча справами виконкому;
- Плєхов Олександр Олександрович, голова правління — генеральний директор ВАТ «Автрамат»;
- Данько Микола Іванович, ректор Української Державної академії залізничного транспорту;
- Захуцька Олена Володимирівна, начальник управління соціального захисту населення та праці райради;
- Малахов Валерій Анатолійович, начальник Московської філії КП «Харківські теплові мережі»;
- Луців Валерій Іванович, голова районної організації «Союз Чорнобиль України»;
- Петухова Надія Борисівна, заступник начальника управління охорони здоров'я райради;
- Сергєєва Ірина Дмитрівна, директор спеціалізованої загальноосвітньої школи № 156;
- Токарєв Костянтин Олександрович, президент автомобільної холдінгової компанії «Соллі Плюс».

Структура виконавчих органів ради